# Walter Dudek
Walter Dudek (* 11. Oktober 1890 in Altenburg, Sachsen-Altenburg; † 1. Dezember 1976 in Hamburg) war ein deutscher Politiker (SPD) und promovierter Jurist. Er war von 1925 bis 1927 Oberbürgermeister der Stadt Harburg (Elbe), 1927 bis 1933 Oberbürgermeister der vereinigten Stadt Harburg-Wilhelmsburg und von 1946 bis 1953 Senator in Hamburg.

## Leben
Geboren in Altenburg als Sohn eines Postbeamten besuchte er das dortige Friedrichgymnasium. Nach seinem Studium der Volkswirtschaft und Rechtswissenschaft in Berlin, Kiel, Jena und Leipzig bestand er 1919 seine zweite juristische Staatsprüfung. 1916 trat er in die SPD ein. Zu seinen Stationen zählten 1917 bis 1919 die Vertretung des Landrates in Merseburg in der Kriegswirtschaft, 1919 bis 1922 das Amt des Ersten Bürgermeisters in Fürstenwalde/Spree und 1922 bis zur Ausweisung durch die französischen Besatzungsbehörden (siehe Ruhrbesetzung) in Dortmund die Stellung als besoldeter Stadtrat (Dezernent) für Wohlfahrt.
1925 wurde er zum Oberbürgermeister der Stadt Harburg gewählt. Maßgeblich war Dudek am Zustandekommen der Fusion der zuvor eigenständigen Städte Wilhelmsburg und Harburg (Elbe) beteiligt. Damit sollte 1927 den lokalen Interessen im Spannungsfeld zwischen dem Stadtstaat Hamburg und dem Freistaat Preußen mehr Gewicht verliehen werden. Harburg-Wilhelmsburg wurde eine Großstadt mit über 100.000 Einwohnern.

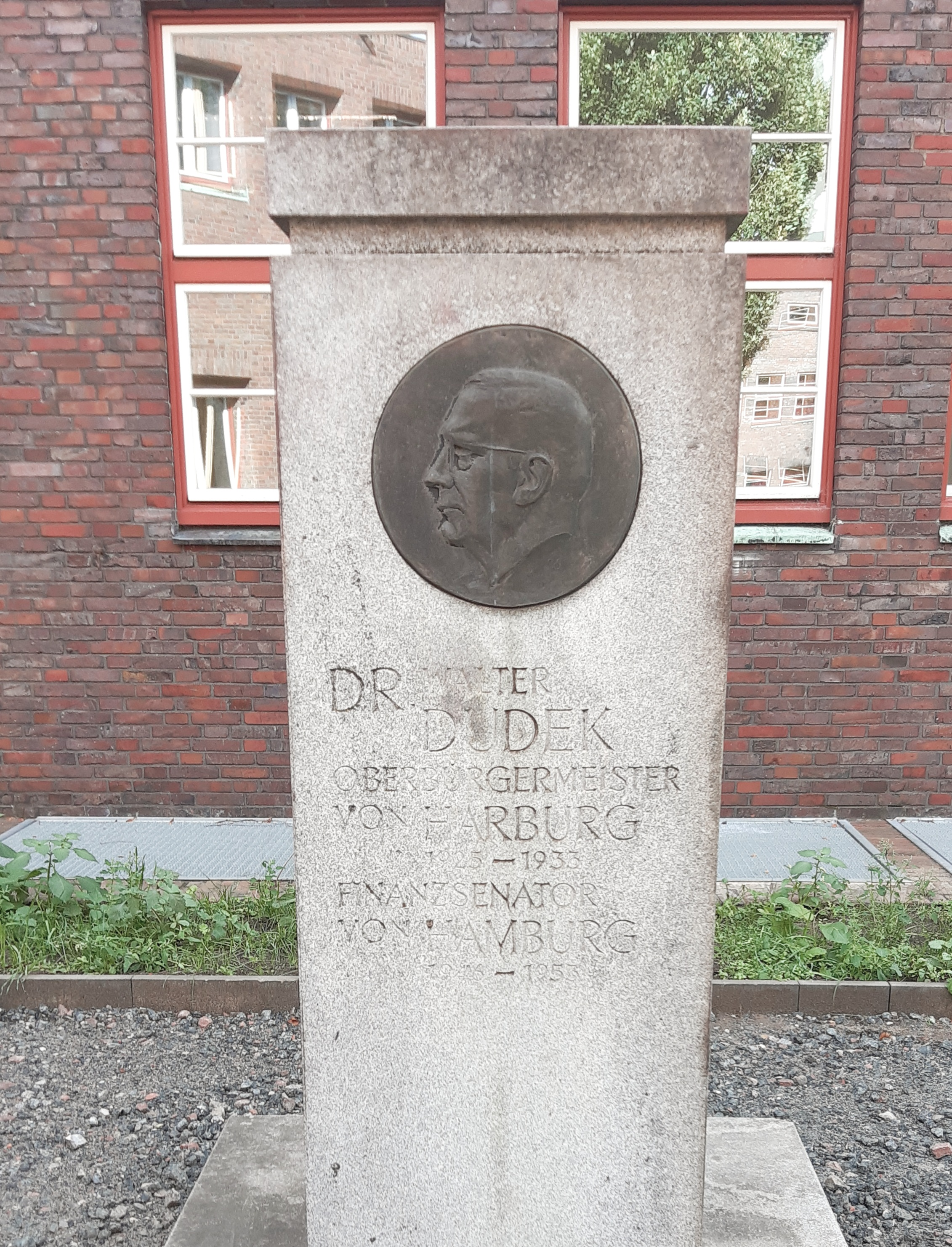
Denkmal in Hamburg-Heimfeld auf dem Gelände des Friedrich-Ebert-Gymnasiums

Er setzte durch, dass mit Hilfe von Beschäftigungsprogrammen die „Notstandsarbeiter“ in wirtschaftlich äußerst schwierigen Zeiten bedeutende städtische Baumaßnahmen durchführten. Dazu gehörten der Harburger Stadtpark, das heutige Friedrich-Ebert-Gymnasium mit der Stadthalle (Friedrich-Ebert-Halle), die Stadtbücherei, eine Badeanstalt und die Feuerwache.
Am 11. März 1933 drangen SA und SS in das Harburger Rathaus ein und zwangen Dudek mit Waffengewalt aus seinem Amt. Am nächsten Tag fanden die Kommunalwahlen statt, welche die NSDAP im Verbund mit der Bürgerlichen Einheitsliste und dem Zentrum knapp gewann.
Zum Nachfolger Dudeks wurde auf Intervention des Gauleiters Otto Telschow das ehemalige DNVP-Mitglied Ludwig Bartels, der erst am 1. April 1933 in die NSDAP eingetreten war.
Im Dezember 1933 konvertierte Walter Dudek zum katholischen Glauben.
Während des Krieges schlug sich Dudek als Textilkaufmann in Berlin durch. Er schloss sich der Robinsohn-Strassmann-Gruppe, einer linksliberalen Widerstandsgruppe, an. Nach dem Attentat vom 20. Juli 1944 wurde auch er von den Nationalsozialisten verhaftet.
Nach dem Zweiten Weltkrieg gehörte er bis zum 30. April 1954 der Hamburgischen Bürgerschaft an. Bereits 1945 wurde er zum Kreisdirektor für Harburg-Wilhelmsburg bestellt und aufgrund seiner Kenntnisse im Finanzsektor 1946 schließlich zum Finanzsenator Hamburgs. In diesem Amt, das er in der schwierigsten Zeit der Nachkriegsjahre und des Wiederaufbaus der Stadt bis 1953 innehatte, erwarb er sich allerseits Anerkennung. 1948 war er von den Alliierten als einer von neun einbestellten Sachverständigen an dem „Konklave“ von Rothwesten unter Leitung des US-Ökonomen Edward A. Tenenbaum an der Ausarbeitung der Währungsreform beteiligt. Zudem war er von 1949 bis 1953 Mitglied im Bundesrat.
Er arbeitete bis zu seinem Tode als Finanzberater des Deutschen Gewerkschaftsbundes (DGB) und war Verwaltungsratsvorsitzender der Neuen Sparcasse von 1864. Dudek lebte lange in seiner Villa am Eißendorfer Pferdeweg im Stadtteil Heimfeld, welche Anfang 2025 abgebrochen wurde.

## Ehrungen
Walter Dudek wurde 1965 vom Hamburger Senat mit der Bürgermeister-Stolten-Medaille, als höchster Ehrung der Stadt für seine Bürger, ausgezeichnet. 1967 wurde er zum Ehrensenator der Universität Hamburg ernannt. Ein Denkmal wurde Walter Dudek an der nach ihm benannten Walter-Dudek-Brücke beim Bahnhof Harburg gesetzt. Ein Erinnerungsmal fand sich auch an der ehemaligen Harburger Schwimmhalle, die deshalb auch zuweilen „Dudek-Bad“ genannt wurde.